# Stanisław Broszkiewicz
Stanisław Broszkiewicz (ur. 8 maja 1926 w Warszawie, zm. 4 marca 1984 w Katowicach) – polski pisarz, prozaik, dziennikarz i publicysta.

## Życiorys
Studiował filologię klasyczną na Uniwersytecie Rzymskim, ukończył kurs dla dziennikarzy. Brał udział w powstaniu warszawskim. W 1948 r. debiutował jako publicysta. W latach 1948–1957 był dziennikarzem prasy śląskiej. Od 1963 roku należał do PZPR. Został odznaczony Krzyżem Walecznych i Złotym Krzyżem Zasługi.
Pochowany jest na cmentarzu komunalnym w Będzinie-Małobądzu.

## Twórczość
- Johanka (opowiadania), 1957
- Przypowieść filozoficzna (opowiadania), 1958
- Abwehra straciła trop (powieść), Katowice, Wydawnictwo "Śląsk", 1960
- Kryptonim "Gefreiter" i inne opowiadania (opowiadania), 1961
- Taniec kogutów (opowiadania), Katowice, Wydawnictwo "Śląsk", 1961
- Końca świata nie będzie (opowiadania), 1963
- Najjaśniej świeci Jupiter (powieść), Katowice, Wydawnictwo "Śląsk", 1967
- Pierwsze godziny (fragment powieści pt. "Słupy graniczne", opublikowany w "Trybunie Robotniczej" nr 233 z 30.09. - 01.10.1967, s. 6)
- Etiuda z Beatą (opowiadania), 1970
- Sprawa Delty (powieść)
- Takie buty (opowiadania), Katowice, Wydawnictwo "Śląsk", 1973
- Strach blady i romanse (opowiadania)
- Tango dla starszej siostry (powieść)
- Koncert dla żony (powieść)
- Z Kobusem do gwiazd (powieść), Kraków, Wydawnictwo Literackie, 1981
- Ballada z Rocca Lanciano. Opowiadania włoskie (opowiadania), Katowice, Wydawnictwo "Śląsk", 1982